# Obadias
Obadias, também chamado de Abdias na Bíblia católica, (em hebraico: עבדיה, Ovadyah, "Servo de Javé") é um profeta da Bíblia hebraica (na tradição cristã, parte do Antigo Testamento), considerado um dos "Profetas Menores" (o quarto, na ordem do cânone hebreu e na Vulgata, e o quinto na Septuaginta). O seu livro, constituído por apenas 21 versículos, é o menor do Antigo Testamento e trata do tema da falta de solidariedade do povo de Edom (descendentes de Esaú - Génesis 36:1) para com Israel, considerado como seu povo irmão. O livro se divide em duas partes: o "Profecia contra Edom" e a "Proclamação do Dia de Javé".

## Etimologia
Obadias é um nome teofórico, que significa "servo de Javé" ou "cultuador de Javé". É cognato ao nome árabe ‘Abdullah. A forma do nome usada na Septuaginta é Obdios, e em latim utiliza-se a forma Abdias. A Bíblia dos Bispos usa a forma Abdi.

### Tradição cristã
Algumas tradições cristãs afirmam que ele teria nascido em "Siquem" (Shechem), e teria sido o terceiro centurião enviado por Acazias contra Elias. Outras tradições confundem Obadias com o mordomo do rei Acabe mencionado em 1 Reis 18:3.[carece de fontes?] A data de seu ministério não é conhecida, devido a determinadas ambiguidades históricas no livro que leva seu nome.